# Ayr Rugby Football Club
L’Ayr Rugby Football Club è un club scozzese di rugby a 15 di Ayr, che milita nella Premiership Division One.

## Palmarès
- Campionati scozzesi: 2
2008-09, 2012–13
- Coppe di Scozia: 3
2009-10, 2010-11, 2012-13